# Mars (Gard)
Mars foi uma comuna francesa na região administrativa de Occitânia, no departamento de Gard. Estende-se por uma área de 3,80 km². Em 2010 a comuna tinha 174 habitantes (densidade: 45,8 hab./km²). Em 1 de janeiro de 2019, foi incorporado à nova comuna de Bréau-Mars.